# Clotilde Courau
Clotilde Courau, właśc. Clotilde Marie Pascale Courau  (ur. 3 kwietnia 1969 w Hauts-de-Seine) – francuska aktorka filmowa. 

## Życiorys
Laureatka Europejskiej Nagrody Filmowej dla najlepszej aktorki za rolę w filmie Mały przestępca (1990) Jacques'a Doillona. Zasiadała w jury Złotej Kamery na 60. MFF w Cannes (2007).
Prywatnie żona księcia Emanuela Filiberta z dynastii sabaudzkiej, pretendenta do włoskiego tronu. Nosi oficjalny tytuł księżnej Wenecji i Piemontu.